# Actea sphinx
Actea sphinx is een keversoort uit de familie Coptoclavidae. De wetenschappelijke naam van de soort is voor het eerst geldig gepubliceerd in 1842 door Germar.